# Montier-en-Der
Montier-en-Der foi uma antiga comuna francesa na região administrativa de Grande Leste, no departamento de Haute-Marne. Estendia-se por uma área de 27,79 km². Em 2010 a comuna tinha 2 355 habitantes (densidade: 84,7 hab./km²).
Em 1 de janeiro de 2016, passou a fazer parte da nova comuna de La Porte-du-Der.

## Montier-en-Der na Alta Idade Média
Quando ainda Montier-en-Dern era considerada uma Villa clássica carolíngia, esta região era a única que apresentava ainda o pagamento de rendas ao senhor em forma de prorata da colheita, ou seja, em proporção da mesma.